# Tarjeta de crédito

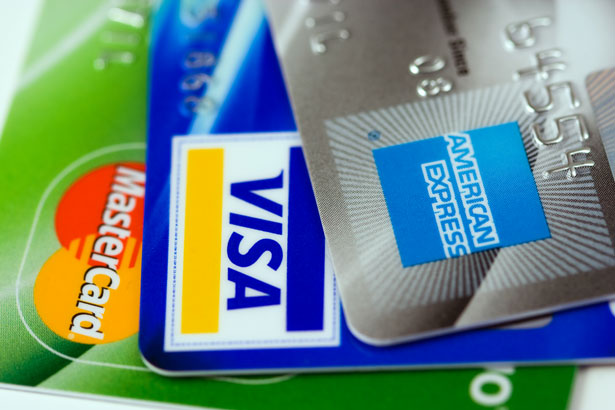
Las tres principales tarjetas de crédito usadas en el mundo: Visa, MasterCard y American Express.

La tarjeta de crédito es un instrumento material de identificación bancaria, que puede ser una tarjeta de plástico con una banda magnética, un microchip y un número en relieve. Es emitida por un banco o entidad financiera que autoriza a la persona a cuyo favor es emitida a utilizarla como medio de pago en los negocios adheridos al sistema, mediante su firma y la exhibición de la tarjeta. Es otra modalidad de financiación; por lo tanto, el usuario debe asumir la obligación de devolver el importe dispuesto y de pagar los intereses, comisiones bancarias y gastos. Las tarjetas de crédito son una de las formas de pago más utilizadas en todo el mundo.
Una tarjeta de crédito normal es diferente de una tarjeta de débito, que requiere que el saldo se devuelva en su totalidad cada mes o al final de cada ciclo de extracto. En cambio, las tarjetas de crédito permiten a los consumidores acumular un saldo de deuda continuo, sujeto a un interés que se cobra. Una tarjeta de crédito se diferencia de una tarjeta de débito también en que una tarjeta de crédito normalmente implica a una tercera entidad que paga al vendedor y es reembolsada por el comprador, mientras que una tarjeta de débito simplemente aplaza el pago por parte del comprador hasta una fecha posterior. Una tarjeta de crédito también difiere de una tarjeta de débito, que puede ser utilizada como moneda por el propietario de la tarjeta.
En junio de 2018, había 7753 millones de tarjetas de crédito en el mundo. En 2020, había 1.090 millones de tarjetas de crédito en circulación en Estados Unidos y el 72,5 % de los adultos (187,3 millones) del país tenía al menos una tarjeta de crédito.
Entre las más conocidas del mercado están: Visa, MasterCard, American Express, Discover, Diners Club, JCB, UnionPay y Mir, entre otras opciones, como las tarjetas de crédito departamentales, de comercios o de aplicaciones (apps), como Liverpool, Coppel, etc., que suelen tener beneficios como meses sin intereses o la falta del pago de anualidad y que pueden ser usadas dentro y fuera del establecimiento.

## Historia

### Concepto en la novelaLooking Backwardde Edward Bellamy
El concepto de utilizar una tarjeta para las compras fue descrito en 1887 por Edward Bellamy en su novela utópica Looking Backward. Bellamy utilizó el término tarjeta de crédito once veces en esta novela, aunque se refería a una tarjeta para gastar un dividendo de ciudadanía del gobierno, en lugar de pedir prestado, haciéndola más similar a una tarjeta de débito.

### Monedas y tarjetas de pago antiguas
A partir de finales del siglo XIX, se presentaron Tarjeta de cargos en diversas formas y tamaños , hechas de celuloide (un primer tipo de plástico), cobre, aluminio, acero y otros tipos de metales blanquecinos. Algunas tenían forma de moneda, con un pequeño agujero que permitía ponerla en un llavero. Estas monedas de cargo solían entregarse a los clientes que tenían cuentas de cargo en hoteles o grandes almacenes. Cada una tenía un número de cuenta de cargo, junto con el nombre y el logotipo del comerciante.
La moneda de cargo ofrecía una forma sencilla y rápida de copiar un número de cuenta de cargo en el resguardo de venta, mediante la impresión de la moneda en el resguardo de venta. La Placa de Cargo, desarrollada en 1928, fue una de las primeras predecesoras de la tarjeta de crédito y se utilizó en Estados Unidos desde la década de 1930 hasta finales de la década de 1950. Era un  rectángulo de chapa metálica de 2+1⁄2-por-1+1⁄4-pulgada(64 mm × 32 mm) relacionado con los sistemas Addressograph y de chapa de identificación militares. Llevaba grabado en relieve el nombre del cliente, la ciudad y el estado. Llevaba una pequeña tarjeta de papel en el reverso para la firma. Al registrar una compra, la placa se colocaba en un hueco de la impresora, con un "resguardo de cargo" de papel colocado encima. El registro de la transacción incluía una impresión de la información en relieve, realizada por la impresora al presionar una cinta de máquina de escribir contra el recibo. "Charga-Plate" era una marca comercial de Farrington Manufacturing Co. En algunos casos, las placas se guardaban en el establecimiento emisor y no en poder de los clientes. Cuando un usuario autorizado realizaba una compra, un empleado recuperaba la placa de los archivos de la tienda y procesaba la compra. Las Charga-Plates agilizaban la contabilidad interna y reducían los errores de copia que se realizaban manualmente en los libros de contabilidad en papel de cada tienda.

#### Tarjeta de transporte aéreo
En 1934, American Airlines y la Air Transport Association simplificaron aún más el proceso con la llegada del Tarjeta de Viaje Aéreo. Crearon un esquema de numeración que identificaba tanto al emisor de la tarjeta como a la cuenta del cliente. Esta es la razón por la que las modernas tarjetas UATP siguen empezando por el número 1. Con una tarjeta Air Travel Card, los pasajeros podían "comprar ahora y pagar después" un billete con cargo a su crédito y recibir un descuento del quince por ciento en cualquiera de las aerolíneas aceptantes. En la década de 1940, todas las principales compañías aéreas de EE. UU. ofrecían tarjetas Air Travel que podían utilizarse en 17 aerolíneas diferentes. En 1941, cerca de la mitad de los ingresos de las aerolíneas procedían del acuerdo Air Travel Card. Las aerolíneas también habían empezado a ofrecer planes de pago a plazos para atraer a nuevos viajeros. En 1948, la Air Travel Card se convirtió en la primera tarjeta de crédito con validez internacional dentro de todos los miembros de la Asociación de Transporte Aéreo Internacional.

#### Primeras tarjetas de crédito de uso general: Diners Club, Carte Blanche y American Express
Ralph Schneider y Frank McNamara, fundadores de Diners Club, ampliaron en 1950 el concepto de que los clientes pagaran a distintos comercios con la misma tarjeta para consolidar varias tarjetas. El Diners Club, que se creó en parte mediante una fusión con Dine and Sign, produjo la primera tarjeta de cargo de "propósito general" y exigía que se pagara toda la factura con cada extracto. Le siguió Carte Blanche y, en 1958, American Express, que creó una red mundial de tarjetas de crédito (aunque en un principio se trataba de tarjetas de cargo que posteriormente adquirieron características de tarjeta de crédito).

### BankAmericard y Master Charge

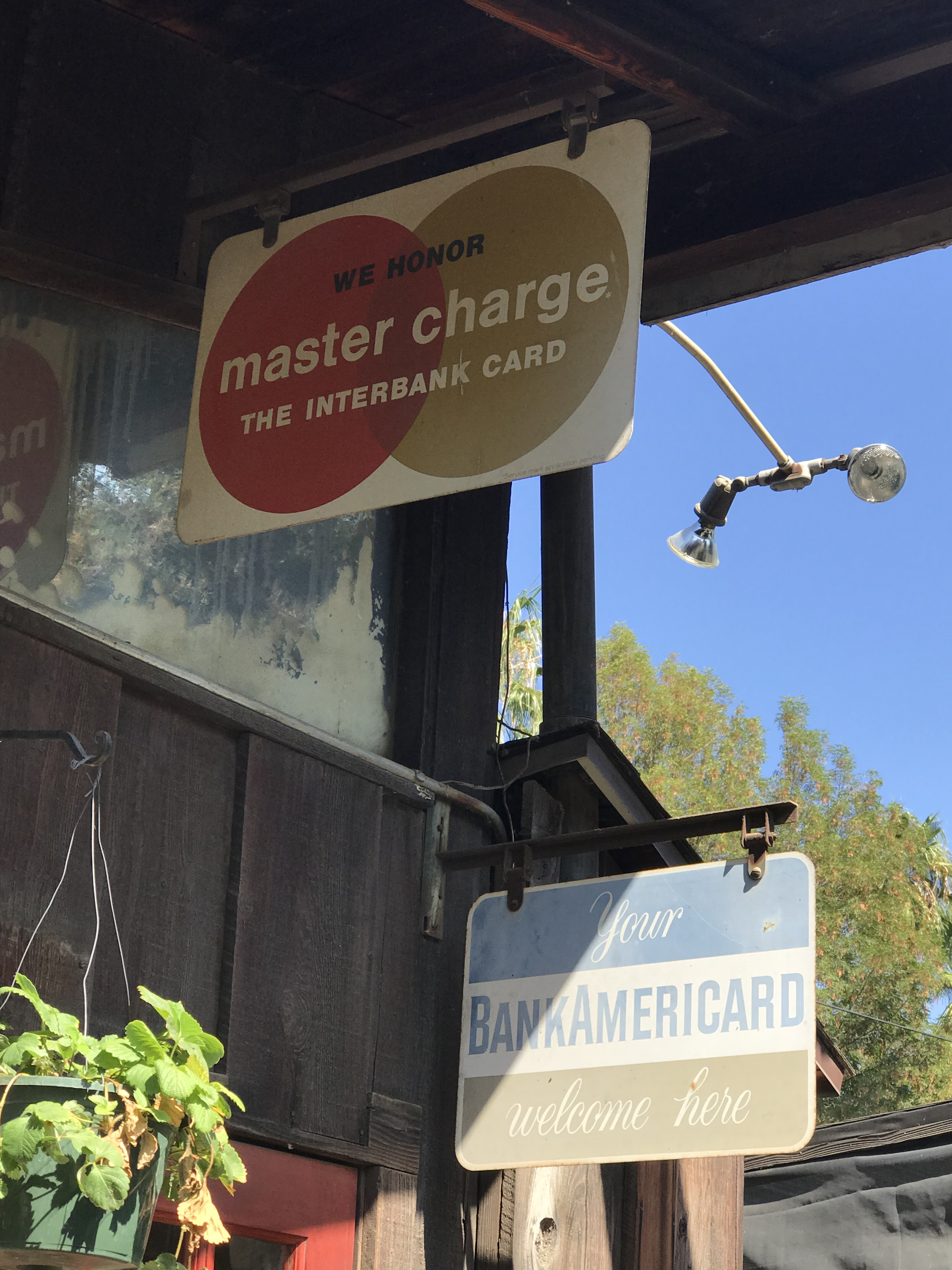
Rótulos metálicos en un vivero del condado de Los Ángeles, California, promocionando Mastercharge y Bankamericard

Hasta 1958, nadie había sido capaz de establecer con éxito un sistema financiero de crédito rotatorio en el que una tarjeta emitida por un banco tercero fuera aceptada de forma general por un gran número de comercios, a diferencia de las tarjetas rotatorias emitidas por comercios y aceptadas sólo por unos pocos comercios. Había habido una docena de intentos por parte de pequeños bancos estadounidenses, pero ninguno de ellos pudo durar mucho tiempo. En 1958, Bank of America lanzó la BankAmericard en Fresno, California, que se convertiría en la primera tarjeta de crédito moderna reconocible que tuvo éxito. Esta tarjeta tuvo éxito donde otras fracasaron al romper el ciclo del huevo y la gallina, en el que los consumidores no querían utilizar una tarjeta que pocos comerciantes aceptarían y los comerciantes no querían aceptar una tarjeta que pocos consumidores utilizaban. Bank of America eligió Fresno porque el 45% de sus residentes utilizaban el banco, y enviando una tarjeta a 60.000 residentes de Fresno a la vez, el banco pudo convencer a los comerciantes para que aceptaran la tarjeta. Con el tiempo se concedió la licencia a otros bancos de Estados Unidos y después de todo el mundo, y en 1976, todos los licenciatarios de BankAmericard se unieron bajo la marca común Visa. En 1966, nació el antepasado de MasterCard cuando un grupo de bancos creó Master Charge para competir con BankAmericard; recibió un impulso significativo cuando Citibank fusionó su propia Everything Card, lanzada en 1967, con Master Charge en 1969.
Las primeras tarjetas de crédito en Estados Unidos, de las que BankAmericard era el ejemplo más destacado, se producían en masa y se enviaban por correo no solicitado a clientes bancarios que se consideraban de bajo riesgo. Según LIFE, las tarjetas se "enviaban por correo a personas sin empleo, borrachos, drogadictos y deudores compulsivos", lo que Betty Furness, asistente especial del presidente Johnson, comparó con "dar azúcar a diabéticos" Estos envíos masivos se conocían como "drops" en la terminología bancaria, y fueron prohibidos en 1970 debido al caos financiero que provocaban. Sin embargo, cuando la ley entró en vigor, ya se habían distribuido aproximadamente 100 millones de tarjetas de crédito entre la población estadounidense. Después de 1970, sólo se podían enviar solicitudes de tarjetas de crédito no solicitadas en correos masivos.
Este sistema se informatizó en 1973 bajo la dirección de Dee Hock, el primer consejero delegado de Visa, lo que permitió reducir el tiempo de las transacciones. Sin embargo, hasta que los terminales de pago siempre conectados se hicieron omnipresentes a principios del siglo XXI, era habitual que un comerciante aceptara un cargo, especialmente por debajo de un valor umbral o de un cliente conocido y de confianza, sin verificarlo por teléfono.  Se distribuían libros con listas de números de tarjetas robadas a los comerciantes, que en cualquier caso debían cotejar las tarjetas con la lista antes de aceptarlas, así como verificar la firma del resguardo de cargo con la de la tarjeta.   Los comerciantes que no se tomaban la molestia de seguir los procedimientos de verificación adecuados eran responsables de los cargos fraudulentos, pero debido a lo engorroso de los procedimientos, los comerciantes solían saltarse algunos o todos ellos y asumir el riesgo en las transacciones más pequeñas.

### Desarrollo fuera de Norteamérica
La naturaleza fragmentada de la regulación del sistema bancario estadounidense en virtud de la Ley Glass-Steagall supuso que las tarjetas de crédito se convirtieran en un medio eficaz para que quienes viajaban por el país pudieran trasladar su crédito a lugares donde no podían utilizar directamente sus servicios bancarios. En la actualidad, existen innumerables variaciones del concepto básico de crédito renovable para particulares (emitido por bancos y atendido por una red de entidades financieras), como las tarjetas de crédito con la marca de una organización, las tarjetas de crédito para usuarios corporativos y las tarjetas para tiendas. En 1966, Barclaycard del Reino Unido lanzó la primera tarjeta de crédito fuera de Estados Unidos. 
Aunque las tarjetas de crédito alcanzaron niveles de adopción muy elevados en Estados Unidos, Canadá, Reino Unido, Australia y Nueva Zelanda a finales del siglo XX, muchas culturas estaban más orientadas al efectivo o desarrollaron formas alternativas de pago sin efectivo, como la Carte bleue o la Eurocard (Alemania, Francia, Suiza y otros países). En estos lugares, la adopción de las tarjetas de crédito fue inicialmente mucho más lenta. Debido a las estrictas regulaciones sobre los descubiertos bancarios, algunos países, Francia en particular, fueron mucho más rápidos en desarrollar y adoptar las tarjetas de crédito con chip, que se consideran importantes dispositivos de crédito antifraude.
En algunos países se utilizan más las tarjetas de débito, la banca en Internet, los cajeros automáticos, la banca móvil y los planes de pago a plazos que las tarjetas de crédito. En algunos países, la aceptación sigue siendo baja, ya que el uso de un sistema de tarjetas de crédito depende del sistema bancario de cada país; mientras que en otros, a veces un país ha tenido que desarrollar su propia red de tarjetas de crédito, por ejemplo, la Barclaycard del Reino Unido y la Bankcard de Australia. Japón sigue siendo una sociedad muy orientada al efectivo, y la adopción de tarjetas de crédito se limita principalmente a los comercios más grandes; aunque las tarjetas de valor almacenado (como las tarjetas telefónicas) se utilizan como monedas alternativas, la tendencia es hacia los sistemas basados en RFID dentro de tarjetas, teléfonos móviles y otros objetos.

### Tarjetas de crédito antiguas y de diseño como objetos de colección

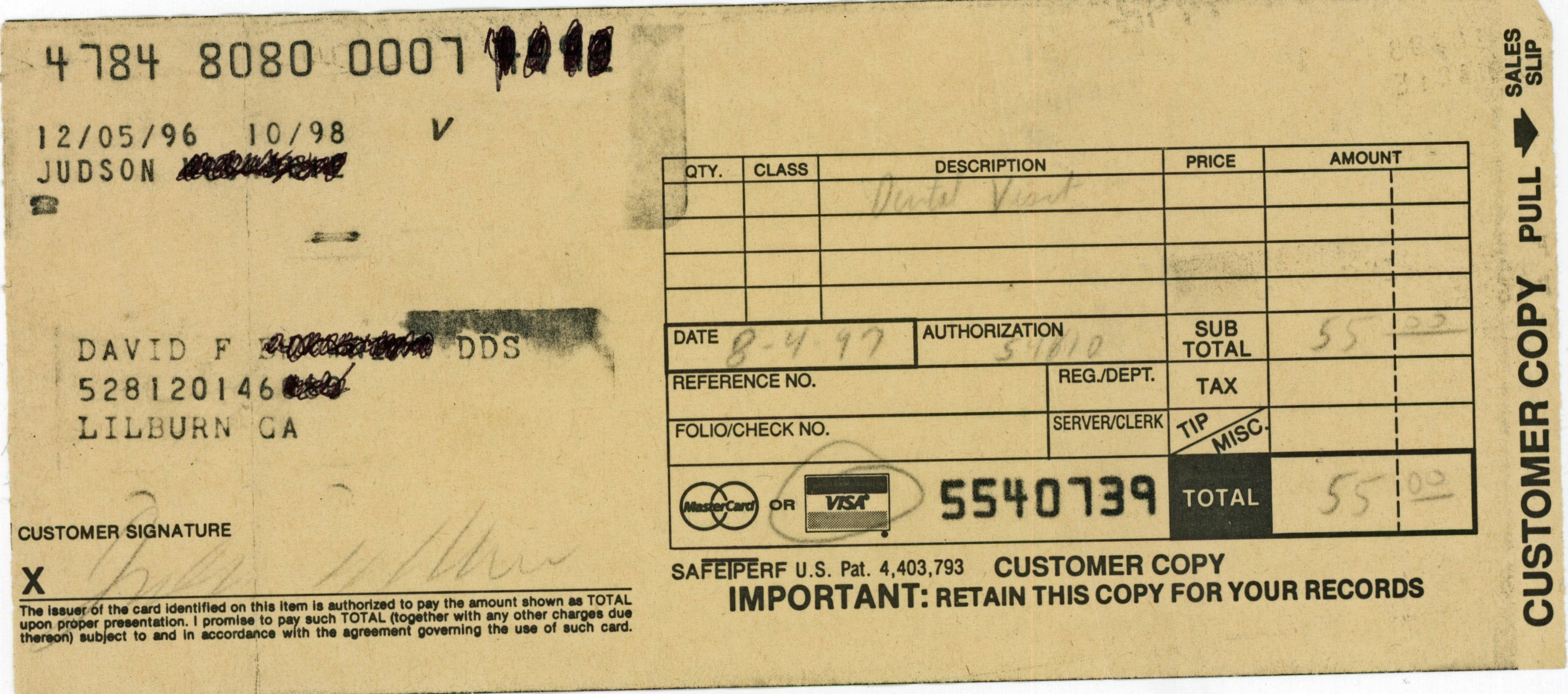
Recibo de 1997 - la tarjeta se pasa físicamente y la información se imprime en el recibo.

El diseño de la propia tarjeta de crédito se ha convertido en un importante argumento de venta en los últimos años. Los coleccionistas de tarjetas de crédito, un campo en auge de la numismática (estudio del dinero) o, más concretamente, de la exonumia (estudio de objetos similares al dinero), tratan de coleccionar diversas formas de crédito, desde las ahora conocidas tarjetas de plástico hasta las antiguas tarjetas comerciales de papel, e incluso las fichas de metal que se aceptaban como tarjetas de crédito comerciales. Las primeras tarjetas de crédito estaban hechas de plástico celuloide, luego de metal y fibra, después de papel, y ahora son en su mayoría de plástico cloruro de polivinilo (PVC). Sin embargo, la parte del chip de las tarjetas de crédito está hecha de metales.

## Características
Los usuarios tienen límites con respecto a la cantidad de dinero que pueden disponer de acuerdo con la política de riesgos existente en cada momento y a las características personales y de solvencia económica de cada usuario, a este límite por lo general se le conoce como "línea de crédito". Generalmente no se requiere abonar la cantidad total cada mes. En lugar de esto, el saldo (o "revolvente") acumula un interés. Se puede hacer solo un "pago mínimo", así como pagar intereses sobre el saldo pendiente. El pago mínimo es la menor cantidad a pagar para que se considere que el cliente está cumpliendo con sus responsabilidades crediticias. Si se hace un pago mayor o igual al pago para no generar intereses, no se pagan intereses.
La mayor ventaja es la flexibilidad que le da al usuario, quien puede pagar sus saldos por completo en su fecha límite mensual o puede pagar una parte. La tarjeta establece el pago mínimo y determina los cargos de financiación para el saldo pendiente. Las tarjetas de crédito también se pueden usar en los cajeros automáticos o en un banco para servirse de un adelanto de efectivo, aunque a diferencia de las tarjetas de débito, se cobra un interés por la disposición, comisión y, en algunos países, un impuesto porque se trata de un préstamo.
Un pago con tarjeta de crédito es un pago con dinero M1, (dinero crediticio) que como crédito]]s. Por tanto, el hacer efectivo un cobro con tarjeta de crédito depende de la solvencia de la entidad emisora de la tarjeta. Ese dinero crediticio NO es de la persona que posee la tarjeta; lo tiene que pagar.
Se suele cobrar una cuota anual por el uso de la tarjeta.
Cuando se paga con tarjeta en el comercio, el cobrador suele pedir una identificación (identificación personal, permiso de conducir, etc.) y exige la firma del pagaré o voucher para acreditar que se es propietario de la tarjeta. Existen algunas excepciones donde no se solicita firmar el recibo; a este sistema se le denomina "autorizado sin firma" y suele utilizarse en comercios con grandes aglomeraciones de gente, como lo son cines, restaurantes de comida rápida y otros lugares similares. En algunos países se solicita el ingreso de un PIN para autorizar las compras de manera presencial. 
El resumen de cuenta de la tarjeta de crédito contiene los gastos que una persona hizo durante el último mes y las cuotas pendientes de pago. En el resumen figura el total de la deuda y también un pago mínimo, por ello se puede optar por pagar solo el mínimo para no estar en mora y pagar una multa; y financiar el resto de la deuda pagando intereses.
En caso de uso fraudulento hay que dar aviso por escrito a la entidad financiera o tienda que le da la tarjeta pidiendo que anule el cargo y seguir los trámites de cada institución. El emisor de la tarjeta debe demostrar que la compra ha sido hecha por el propietario.
En caso de robo o pérdida de la tarjeta de crédito hay que avisar en forma inmediata al emisor de la tarjeta. En Argentina la Ley 25.065 obliga a los emisores de tarjetas de crédito a tener un sistema telefónico para recibir las denuncias las 24 horas, tienen que darte un número de denuncia y el emisor debe informar a los comercios que la tarjeta ha sido cancelada por robo o pérdida.
Las compras con tarjeta de crédito pueden tener diversos seguros sobre el saldo financiado.

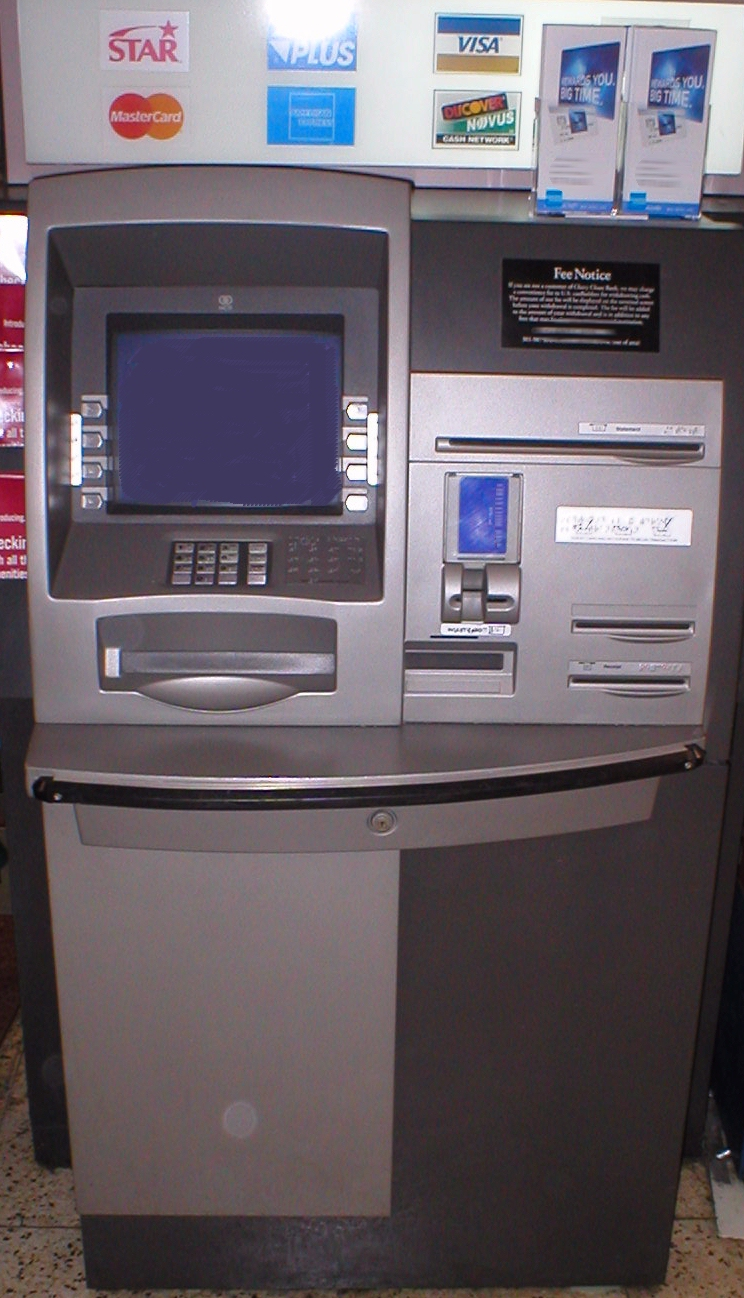
Marcas de aceptación en un cajero automático indicando que acepta alguna tarjeta de crédito.

## Forma y origen
Materialmente la tarjeta de crédito consiste en una pieza de plástico, cuyas dimensiones y características generales han adquirido absoluta uniformidad, por virtualidad del uso y de la necesidad técnica. El tamaño de la mayoría de las tarjetas de crédito es de 85,60 mm × 53,98 mm (33/8 pulgada × 21/8 pulgada) y cumple la norma ISO/IEC 7810 ID-1.
Cada instrumento contiene las identificaciones de la entidad emisora y del afiliado autorizado para emplearla, así como el periodo temporal durante el cual ese instrumento mantendrá su vigencia. Suele contener también la firma del portador legítimo y un sector con asientos electrónicos perceptibles mediante instrumentos adecuados. Estos asientos identifican esa particular tarjeta y habilitan al portador para disponer del crédito que conlleva el presentarla, sin estampar su firma.
Con respecto al origen, podemos decir que apareció en los comienzos del siglo XX en los Estados Unidos. Concretamente, la idea surgió dentro de las oficinas del Chase Manhattan Bank, a manos de su director, bajo la modalidad de tarjeta profesional. Se instituyó con su forma mayoritaria alrededor de la década de 1940 y tomó difusión desde la mitad del siglo.

## Número de la tarjeta
Es un número de cuenta principal de las tarjetas de crédito y tarjetas bancarias. Tiene una cierta de estructura interna y un sistema común de numeración. Los números de tarjeta de crédito son un caso especial de la norma ISO/IEC 7812 (sistema de numeración para la identificación de los emisores de tarjetas, el formato del número de identificación del emisor y el número de cuenta principal), números de tarjetas bancarias.
La norma ISO/IEC 7812 contiene un número de un dígito identificador principal de la industria (MII), uno de seis dígitos Número de Identificación del Emisor (IIN), un número de cuenta y un verificador de un solo dígito calcula utilizando el algoritmo de Luhn. El MII es considerado como parte del IIN.
El término "Emisor Número de Identificación" (IIN) sustituye a los utilizados anteriormente "Número de Identificación Bancaria" (BIN). Véase la norma ISO/IEC 7812 para más información.

## Tecnologías
En el siglo XXI existen tres tecnologías disponibles para las tarjetas de crédito. 
La tradicional es la de la banda magnética. No obstante, se está extendiendo la de las tarjeta de crédito con microchip. Esta tecnología fue desarrollada por Roland Moreno. Un circuito electrónico integrado en la tarjeta realiza la mayor parte de los controles relativos a su uso y ofrece más seguridad al usuario y al banco emisor: el microchip integra dispositivos de protección electrónica que impiden su violación o la lectura sin autorización de la información que contiene. La última tecnología es el contactless, que permite pagar una transacción acercando la tarjeta a una terminal habilitada para procesar pagos sin contacto, de tal forma que no es necesario leer la tarjeta de forma física a través de la ranura de lectura.
En los últimos años han aparecido alternativas sustentables como las tarjetas de crédito o débito en formato digital que están ligadas a una tarjeta física y se generan a través de las aplicaciones de las instituciones bancarias. Esta tecnología permite realizar transacciones en línea sin tener que divulgar la numeración original de la tarjeta plástica y, en algunos casos, el código CVV es dinámico, es decir, que cambiará en determinado tiempo para dar mayor seguridad al tarjetahabiente.